# Yoveinny Mota
Yoveinny Deteri Mota Aranguren (* 20. Juni 2000 in Caracas) ist eine venezolanische Hürdenläuferin, die sich auf die 100-Meter-Distanz spezialisiert hat. Über diese Distanz siegte sie 2022 bei den Südamerikaspielen.

## Sportliche Laufbahn
Erste Erfahrungen bei internationalen Meisterschaften sammelte Yoveinny Mota im Jahr 2016, als sie bei den U18-Südamerikameisterschaften in Concordia in 13,68 s die Silbermedaille über 100 Meter Hürden gewann und im 200-Meter-Lauf mit 25,62 s in der ersten Runde ausschied. Im Jahr darauf belegte sie bei den U18-Weltmeisterschaften in Nairobi in 13,28 s den vierten Platz und erreichte anschließend bei den Juegos Bolivarianos in Santa Marta mit 14,38 s Rang sechs. 2018 erreichte sie bei den U20-Weltmeisterschaften in Tampere das Halbfinale, in dem sie mit 13,54 s ausschied. Im Jahr darauf klassierte sie sich bei den Südamerikameisterschaften in Lima mit 13,65 s auf dem vierten Platz und siegte anschließend in 13,52 s bei den U20-Südamerikameisterschaften in Cali. Daraufhin wurde sie bei den U20-Panamerikameisterschaften in San José im Finale disqualifiziert und startete dann bei den Panamerikanischen Spielen in Lima, bei denen sie mit 13,60 s aber nicht über die erste Runde hinauskam. 2021 stellte sie mit 12,95 s in Baton Rouge einen neuen venezolanischen Landesrekord auf und löste damit Génesis Romero als Rekordhalterin ab.
2022 startete sie im 60-Meter-Hürdenlauf bei den Hallenweltmeisterschaften in Belgrad und belegte dort in 8,05 s den fünften Platz und stellte im Halbfinale mit 7,99 s einen neuen Landesrekord auf. Anfang Juli siegte sie in 13,07 s bei den Juegos Bolivarianos in Valledupar und erreichte dort im 200-Meter-Lauf das Halbfinale, ging dort aber nicht mehr an den Start. Anschließend schied sie bei den Weltmeisterschaften in Eugene mit 13,12 s in der ersten Runde aus. Im Oktober siegte sie in 13,60 s bei den Südamerikaspielen in Asunción und belegte dort in 3:22,91 min den vierten Platz mit der venezolanischen Mixed-Staffel über 4-mal 400 Meter. Im Jahr darauf belegte sie bei den Panamerikanischen Spielen in Santiago de Chile in 13,39 s den fünften Platz. 2024 verbesserte sie den Landesrekord auf 12,67 s und qualifizierte sich damit für die Olympischen Sommerspiele in Paris, bei denen sie in der ersten Runde disqualifiziert wurde, da sie eine Hürde regelwidrig umgestoßen hatte.
Mota ist Studentin an der University of Arkansas in Fayetteville.

## Persönliche Bestzeiten
- 200 Meter: 23,23 s (+0,3 m/s), 1. Mai 2021 in Baton Rouge
  - 200 Meter (Halle): 23,75 s, 12. Februar 2022 in Fayetteville (venezolanischer Rekord)
- 100 m Hürden: 12,67 s (+1,7 m/s), 23. Mai 2024 in Fayetteville (venezolanischer Rekord)
  - 60 m Hürden (Halle): 7,99 s, 19. März 2022 in Belgrad (venezolanischer Rekord)